# 秦佐和子
秦佐和子（日语：／ Hata Sawako，1988年9月14日—），是日本女性聲優，曾是日本女性偶像團體SKE48Team KII的前成員。大阪府出身。

## 來歷

### SKE48
2009年11月1日，秦在总人数2,396名的甄选会中获选，成为SKE48 3期生的13人之一。在同月的14日，她与其余的合格者在于SKE48剧场举办的AKB48《RIVER》剧场盘握手会中初次披露。在12月25日舉行的SKE48演唱會名古屋一揆中秦初次登场，正式加入了SKE48。
2010年2月16日，秦於研究生的首次公演中演出，正式在劇場中出道。12月6日，與2期的研究生阿比留李帆以及同期的後藤理沙子、矢方美紀一起升格至Team KII，成為了正式成員。隔年的12月8日，秦于AKB48的衍生动漫《AKB0048》聲優甄选中入選，擔任主要人物神埼鈴子（かんざき すずこ）的配音，是秦第一次为动漫配音。
2011年6月9日，秦出席了AKB48第22张单曲选拔总选举开票活动，在选举中秦得到了第33名，进入了Under Girls，首次进入了总选举圈内，她发表感言时也激动得痛哭，并感谢了一直支持着自己的粉丝。
2012年6月6日，秦在AKB48第27張單曲選拔總選舉~粉絲選擇的64個議席~得到第25位,成為Under Girls，为当届选举中三期生中排名最高，秦也对此感到十分吃惊。
4月26日，秦等9名《AKB0048》聲優選拔成員組成了新的衍生團體「NO NAME」，並演唱此作品片頭曲《關於希望》和片尾曲《夢想不斷重生》。
2013年3月7日，秦在SKE48 Team KII剧场公演中宣布将于3月末从SKE48毕业，4月开始进入声优学校学习，未来将专注于声优的工作。3月29日，在SKE48劇場举办了秦的畢業公演。5月6日，秦参加了在SKE48單曲《巧克力的奴隸》劇場盤的個別握手会，此活动是秦在SKE48的最終活動。

### 职业声优
2013年7月10日，秦开始在声优杂志《声优Paradise》第18话中连载了新栏目“走吧！Voice Para Production !!”。
2014年5月11日，秦正式自声优学校毕业。7月18日，秦在互聯網廣播ListenRadio中宣布将开始自己的周播广播节目“如果公寓里有多多的声优居住的话...”（もしも声優がいっぱい住んでいるマンションがあったら）。
2015年4月3日，製作方宣佈秦將於同年7月首播的動畫《VENUS PROJECT -CLIMAX-》中聲演「原傑里科」一角。10月1日，秦宣布正式加入了由声优为主的经纪公司Mausu Promotion。

## 人物
- 公演口號為「被凝視著就會難為情的，這樣子害羞的我的這份心情，傳達到了嗎？ 我是暱稱しゃわこ的秦佐和子！」。
- 憧敬的聲優：水樹奈奈、堀江由衣，在電視音樂節目中常提及
- 非常喜歡聲優，在加入SKE48之前，曾經在聲優訓練所上了一年半左右的課。[17]
- 是個非常害羞的人，有著只要感到難為情的話，便會將臉朝下，並且用瀏海將臉給遮住的習慣。首次參加週刊AKB的突擊測驗就連續答對許多題目，並數次成為模範解答，獲得了光榮的第一名，但是本人卻小聲的說「請剪掉」以及「請不要再拍我了」並且將臉遮掩了起來。[18]
- 為寶塚歌劇團的超級粉絲，特別是宙組的男役蘭壽とむ ，以前也曾經考慮要加入寶塚歌劇團成為男役，但是由於當時（國中三年級）身高不足而放棄了。[19]
- 十分不擅長使用手機打字，於是手機的簡訊回復都相當簡短。[20]
- 擁有7台PlayStation Portable，原因是4種型號都想要收集以及不想一直更換UMD，因此目前3000型的兩台，一台為魔物獵人用、一台為其他遊戲使用、是個意外地怕麻煩的人。[21]
- 雖然基本上是個無論在哪都可以睡著的人，除了在門開著的房間以外。[22]
- 為「二次元同好會」的第12號會員兼會長,副會長則是松井玲奈，畢業後由中西優香繼承會長一職[23]
- 「偶像研究會」的第7號會員
- 小時候總是要爬山上下學[24]
- 非常喜歡咖哩飯,但很少在成員面前吃[25]
- 2013年宣布三月底於SKE48畢業，目的是進入聲優學校

## 參與歌曲
註：標註「★」符號者表示該首歌曲有拍攝MV

### 單曲CD
SKE48名義
|      | 發行日期       | 單曲名稱                | 參與歌曲名稱           | 名義          | 收錄於        | MV | 備註               |
| ---- | -------------- | ----------------------- | ---------------------- | ------------- | ------------- | -- | ------------------ |
| 2nd  | 2010年3月24日  | 蓝天下的单相思          | 蹦极宣言               | Team B.L.T.   | 全版本        | ★  | 出道作品           |
| 3rd  | 2010年7月7日   | 抱歉、SUMMER            | 小木偶军团             | Theater Girls | 全版本        | ★  |                    |
| 4th  | 2010年11月17日 | 1！2！3！4！ 请多关照！ | 青春好难为情           | 红组          | 通常盘TYPE-B  | ★  |                    |
| 4th  | 2010年11月17日 | 1！2！3！4！ 请多关照！ | 请让我在你身边         |               | 劇場盤        |    |                    |
| 5th  | 2011年3月9日   | 萬歲Venus               | 愛之數量               | Team KII      | 全版本        |    |                    |
| 5th  | 2011年3月9日   | 萬歲Venus               | 我不会怨谁             | 红组          | 通常盘Type-B  | ★  |                    |
| 6th  | 2011年7月27日  | 翡翠色的沙灘裙          | 翡翠色的沙灘裙         |               | 全版本        | ★  | A面曲 首次進入選拔 |
| 6th  | 2011年7月27日  | 翡翠色的沙灘裙          | 积木的时间             |               | 除劇場盤      |    |                    |
| 7th  | 2011年11月9日  | Okey Dokey              | Okey Dokey             |               | 全版本        | ★  | A面曲              |
| 7th  | 2011年11月9日  | Okey Dokey              | 初恋的平交道           |               | 除劇場盤      |    |                    |
| 8th  | 2012年1月25日  | 單戀Finally             | 單戀Finally            |               | 全版本        | ★  | A面曲              |
| 8th  | 2012年1月25日  | 單戀Finally             | 今天之前的事、今后的事 |               | 除劇場盤      |    |                    |
| 9th  | 2012年5月16日  | I love you 我爱你！     | I love you 我爱你！    |               | 全版本        | ★  | A面曲              |
| 10th | 2012年9月19日  | 即使接吻也是左撇子      | 即使接吻也是左撇子     |               | 全版本        | ★  | A面曲              |
| 11th | 2013年1月30日  | 巧克力的奴隸            | 巧克力的奴隸           |               | 全版本        | ★  | A面曲              |
| 11th | 2013年1月30日  | 巧克力的奴隸            | 摩托車與側車           | 14克拉        | Type-B 劇場盤 | ★  |                    |
| 12th | 2013年7月17日  | 美丽的闪电              | 来组建乐队吧           |               | Type-C        |    |                    |

- 標註有「★」符號者表示該首歌曲有拍攝MV。

AKB48 
|      | 發行日期      | 單曲名稱   | 參與歌曲名稱 | 名義        | 收錄於 | MV | 備註 |
| ---- | ------------- | ---------- | ------------ | ----------- | ------ | -- | ---- |
| 22nd | 2011年8月24日 | 飛翔入手   | 不能擁抱你   | Under Grils | 全版本 | ★  |      |
| 27th | 2012年8月29日 | 格子花紋   | 如此波西米亞 | Under Girls | Type-B | ★  |      |
| 29th | 2012年12月5日 | 永遠的壓力 | 逞強的時鐘   | SKE48       | Type-A | ★  |      |

## 演出作品

### 綜藝
- 週刊AKB（2011年2月4日 - 2012年11月30日、不定期出演、東京電視台）
  - 2011年4月22日的放送內容為名為「秦佐和子之謎」的特集。
- アナアナ商会（2010年4月7日 - 9月29日、中京电视台）
- 金とく（2010年4月2日、NHK名古屋）
- 知って解決!SKEっとネット（2010年9月27日、NHK名古屋）
- ana-ana girl's（2010年10月20日・2011年1月5日・2月16日、中京电视台）
- SKE48のアイドル×アイドル（2010年12月20日・27日、中京电视台）
- スター姫さがし太郎（2011年2月12日・19日、東京電視台）
- ぶっつけ!! 〜SKE48マルチタレントへの道〜（2011年4月8日 - 、東海电视台）
- SAY! YOU! SAY! ME!（2011年4月、愛知电视台）
- AKBINGO!（2011年11月9日 - 12月7日、日本電視台）
- SKE48的魔法廣播（2011年10月25日 - 12月27日 、日本電視台）
  - SKE48的魔法廣播2（2012年4月3日 - 6月26日 、日本電視台）
  - SKE48的魔法廣播3（2013年1月20日 - 4月7日 、日本電視台）

### 廣播
- SKE48 観覧車へようこそ!!（2010年9月27日・10月4日・2011年1月10日、CBCラジオ）
- SKE48♥1+1は2じゃないよ!（2010年11月24日・12月30日・2011年3月1日、東海ラジオ）
- SUNSHINE SAKAE presents RADIO SPLASH（2010年10月7日・12月2日・9日、エフエム愛知）
- 神田朱未のわたしのすきなこと。（2010年4月18日（公開録音）・6月27日・9月19日・2011年2月6日・13日、エフエム愛知）

### 電視動畫
主要角色以粗體字来顯示。
2012年
- AKB0048（ 神崎鈴子）

2013年
- AKB0048 Next Stage（ 神崎鈴子）
- 境界的彼方（車站廣播、女學生、伊波家傭人、店員、名瀨家傭人、小孩）
- 戀愛研究所（戀愛諮詢學生）

2014年
- 獻給某飛行員的戀歌（諾兒·阿巴斯）
- 魔法少女大戰（戎子紫兔）
- 月刊少女野崎君（女學生、女子、店員、漫畫角色）

2015年
- 船梨精搖搖搖日和（ナンシーちゃん）
- VENUS PROJECT -CLIMAX-（原惠理子）

2016年
- Battle Spirits Double Drive（愛德·艾托辛莫利8世）
- Scared Rider Xechs（女演員）

2017年
- 廢天使加百列（圖書管理員）
- 地獄少女 宵伽（前輩藝人）
- 品酒要在成為夫妻後（桃罐、電視聲音）
- 此花綺譚（皋）
- 我的女友是個過度認真的處女bitch（女學生）

2018年
- POP TEAM EPIC（乖乖Monkey's B）
- Pastel Life（若宮伊芙）
- BanG Dream! Girls Band Party!☆PICO（若宮伊芙）

2019年
- BanG Dream! 2nd Season（若宮伊芙[26]）
- 消滅都市（綾乃）
- 非洲的動物上班族（高角羚）

2020年
- BanG Dream! 3rd Season（若宮伊芙）

2021年
- BLUE REFLECTION RAY/澪（司城來夢[27]）

2023年
- 殭屍100～在成為殭屍前要做的100件事～（女殭屍）

2025年
- BanG Dream! Ave Mujica（若宮伊芙）

### 動畫電影
2015年
- 劇場版 境界的彼方 -I'LL BE HERE- 過去篇（小孩）

### 網路動畫
2014年
- Bonjour♪戀味蛋糕店（棉花糖）

2018年
- 想看她一臉嫌惡地露出褲褲（高山瑪莉亞）[28]

### 廣告
- 愛知県選挙管理委員会「愛知県知事選挙」（2011年）

### 演唱會
- 名古屋一揆（2009年12月25日、Zepp Nagoya）
- SKE48 傳說、開始了！ （2010年4月29日、Zepp Nagoya）
- SKE48 重溫時間 最佳曲目30 2010 哪個是神曲?（2010年7月31日、名古屋センチュリーホール）
- SKE48 コンサート「汗の量はハンパじゃない」（2010年10月、SHIBUYA-AX、Zepp Nagoya、神戸国際会館こくさいホール）
- Kinect for Xbox 360 Presents 1!2!3!4!ヨロシク!勝負は、これからだ! supported by LAWSON（2010年11月27日、愛知県芸術劇場大ホール）

### 遊戲
- AKB1/149 戀愛總選舉（PSP・PS Vita用、2012年12月20日、NBGI）
- BanG Dream! 少女樂團派對（若宮伊芙）
- 碧藍航線（斐濟)
- 天華百劍-斬-（小夜左文字）
- 怪物彈珠（緬梔花）
- 聖火降魔錄 風花雪月（瑪莉安奴）
- 聖火降魔錄 英雄雲集（瑪莉安奴）
- 神魔之塔（變量釋義 莫里亞蒂）

### 活動
- AKB0048 NO NAME FIRST KILALIVE（2013年2月17日）[29]

## 書籍

### 雜誌
- UP to boy 203号（2011年3月、ワニブックス）
- 東海ウォーカー 7号（2011年3月22日発売2011年東北地方太平洋沖地震の影響により、発売日が3月23日以降に遅延。

## 外部連結
- （日語） 秦佐和子的X（前Twitter）
- （日語） AKB0048 官方網站 （页面存档备份，存于）

## 註解
1. ↑  SKE48を卒業するメンバー9人の軌跡を紹介!! （页面存档备份，存于） - SKE48 Mobile上的同期生小木曽汐莉、上野圭澄的合格日記載、2013年4月13日
2. ↑  . ORICON STYLE. 2011-12-14  [2017-11-17]. （原始内容存档于2013-10-26） （日语）.
3. ↑  （日語）アニメ「AKB0048」公開オーディションで声優選抜9名決定 （页面存档备份，存于）
4. ↑  . サンケイスポーツ. 2011-06-09  [2011-06-25]. （原始内容存档于2011-06-13） （日语）.
5. ↑  . 每日新聞. 2011-06-11  [2011-06-25]. （原始内容存档于2012-07-11） （日语）.
6. ↑  . Oricon. 2012-06-07  [2012-06-13]. （原始内容存档于2012-06-09） （日语）.
7. ↑  . nikkansports.com. 2012-06-07  [2012-06-07]. （原始内容存档于2012-06-09） （日语）.
8. ↑  . Oricon. 2012-06-09  [2012-06-13]. （原始内容存档于2012-06-10） （日语）.
9. ↑  .   [2017-11-18]. （原始内容存档于2017-11-24）.
10. ↑  . ORICON STYLE (Oricon). 2012-04-26  [2012-06-30]. （原始内容存档于2012-09-11） （日语）.
11. ↑  （日語）「TVアニメ『AKB0048』、主題歌は声優選抜メンバーのユニット"NO NAME"が担当」 （页面存档备份，存于） - 2012年04月27日
12. ↑  . スポーツニッポン (スポーツニッポン新聞社). 2013-03-07  [2013-03-07]. （原始内容存档于2013-03-09） （日语）.
13. ↑  SKE48秦佐和子ラストステージ （页面存档备份，存于） - 日刊スポーツ（2013年3月29日）
SKE48秦佐和子、卒業公演で約束「必ず声優になります」 （页面存档备份，存于） - ナタリー （2013年3月30日）
14. ↑  秦佐和子さんの連載も開始～～! 声優パラダイスvol.18 お楽しみに!-声優パラダイス公式（2013年06月15日）
15. ↑  「もしも声優がいっぱい住んでいるマンションがあったら」!!　7月21日（月・祝）のイベントでMCを務める 三宅麻理恵さんと秦佐和子さんから動画メッセージ  （页面存档备份，存于）-Youtube ZERO-A Official Channel （2014年7月18日）
16. ↑  TVアニメ版の主演キャストが決定！秦佐和子・飯田里穂・早瀬莉花！ （页面存档备份，存于）-VENUS PROJECT公式サイト（2015年04月03日）
17. ↑  SKE48 目標是升格! 研究生BLOG 2010年4月16日的本人記事
18. ↑  『週刊AKB』2011年2月4日・11日放送
19. ↑  SKE48 目標是升格! 研究生BLOG 2010年6月24日的本人記事
20. ↑  SKE48 目標是升格! 研究生BLOG 2010年9月29日的本人記事
21. ↑  『週刊AKB』2011年4月22日放送分
22. ↑  SKE48 目標是升格! 研究生BLOG 2010年12月4日的本人記事
23. ↑  出自本人Google+
24. ↑  ネ申テレビ番外编～SKE48学院 修学旅行～本编
25. ↑  アナアナ商會 100915
26. ↑  . 電視動畫「BanG Dream! 2nd Season」官方網站.   [2019-01-03]. （原始内容存档于2019-01-26）.
27. ↑  . アニメイトタイムズ.   [2021-10-09]. （原始内容存档于2023-07-24） （日语）.
28. ↑  . Dwango.   [2018年7月15日]. （原始内容存档于2018年7月16日） （日语）.
29. ↑  （日語）AKB声優選抜ユニット・NO NAME、初の単独ライブでメンバー号泣「本当に大好き…」 - Yahoo！新聞